# 153-й танковый полк
153-й танковый Смоленский Краснознамённый, ордена Кутузова полк (153 тп, в/ч 18425) — тактическое формирование Сухопутных войск Российской Федерации. Находится в составе 47-й танковой дивизии.

## История
Ведёт историю от 153-й танковой Смоленской Краснознамённой, ордена Кутузова бригады БТиМВ РККА. 153-я танковая бригада создана 1 марта 1942 года в Московском военном округе. В годы войны соединение находилось в составе Западного фронта (ЗФ), 5-й армии 2-го формирования (5А(II)), 1-й гвардейской, 2-й гвардейской и 43-й армий..
После войны, в ноябре 1945 года 153-я танковая бригада преобразована в 153-й танковый полк, который вошёл в состав 19-й гвардейской механизированной дивизии.
После 1957 года пребывал в составе 26-й гвардейской танковой дивизии.
Перед распадом СССР 153-й танковый полк дислоцировался в Хиллерслебен (ГДР) в составе 47-й гвардейской танковой дивизии. На вооружении полка находились 96 Т-64, 58 БМП (44 БМП-2, 10 БМП-1, 2 БРМ-1К), 2 БТР (1 БТР-70, 1 БТР-60), 18 САУ 2С1, 6 миномётов 2С12, 5 БМП-1КШ.
В 1997 году 153-й танковый полк был расформирован.
В 2023 году 153-й танковый Смоленский Краснознамённый, ордена Кутузова полк был воссоздан на территории Нижегородской области. В его состав вошли именные батальоны «Серафим Саровский», «Горький», «Ивлиев». На вооружение 153-го танкового полка поступили 90 модернизированных танков Т-72Б3 обр. 2022 и немодернизированных танков Т-72Б обр. 1985, также БМП-2, разведывательные машины БРДМ-2 и гаубицы Д-30. Полк не смог набрать необходимую численность и действовал в зоне боевых действий в сокращённом составе из 600 бойцов на май 2023 года.
В начале 2023 года 153-й танковый полк в составе 47-й танковой дивизии переброшен на Украину и действовал на купянском направлении.
20 января 2024 153-й танковый полк занял село Крахмальное Купянского района Харьковской области, вытеснив украинскую 103-ю бригаду территориальной обороны.